# Rıza Doğan
Rıza Doğan (ur. w 1931 w Ankarze, zm. w 21 kwietnia 2004 tamże) – turecki zapaśnik. Srebrny medalista olimpijski z Melbourne.
Walczył w stylu klasycznym, w różnych kategoriach wagowych. Zawody w 1956 były jego jedynymi igrzyskami, w których wystąpił. Zdobył tytuł mistrza świata z 1958 oraz brązowy medal z 1961.  Triumfator igrzysk śródziemnomorskich w 1955 i 1959. Pierwszy w Pucharze Świata w 1958 roku.